# اسید ۵-هیدروکسی‌ایندولیستیک
اسید ۵-هیدروکسی‌ایندولیستیک (به انگلیسی: 5-Hydroxyindoleacetic acid) یک هیدروکسی اسید با شناسه پاب‌کم ۱۸۲۶ است. هیدروکسی اسیدها گروهی از اسیدهای کربوکسیلیک هستند که یک گروه عاملی هیدروکسیل به آنها افزوده شده است. 